# Wismar
Wismar (phát âm tiếng Đức: [ˈvɪsmaʁ] ⓘ) là một thành phố Liên minh Hanse và cảng nằm ở bang Mecklenburg-Vorpommern, Đức. Thành phố nằm bên bờ biển Baltic, cách 45 km (28 mi) về phía đông của Lübeck và 30 km (19 mi) về phía bắc của Schwerin. Bến cảng tự nhiên của nó nằm trong vịnh Wismar được bảo vệ bởi một doi đất. Là một phần của vùng đô thị Hamburg với dân số năm 2013 là khoảng 42.219 người. Wismar là thủ phủ của huyện Nordwestmecklenburg.
Nằm trong khu vực lịch sử của Mecklenburg, Wismar được thành lập vào cuối thế kỷ 12 hoặc đầu thế kỷ 13. Trong suốt lịch sử của mình, thành phố đã nằm dưới sự kiểm soát của các bang khác nhau của Đức cũng như Đế quốc Thụy Điển. Nó trở thành một phần của Đế quốc Đức vào năm 1871, mặc dù Thụy Điển chỉ chính thức từ bỏ tuyên bố chủ quyền đối với thành phố vào năm 1903. Wismar là một đại diện điển hình của thành phố liên minh Hanse với các công trình kiến trúc Gothic bằng gạch toàn thành phố và những ngôi nhà mang tính biểu tượng của lòng yêu nước. Wismar cùng với phố cổ của Stralsund được UNESCO công nhận là Di sản thế giới từ năm 2002.

## Lịch sử
Tên của khu định cư lần đầu tiên được ghi vào thế kỷ 12 và có nguồn gốc từ tiếng Slav. Nó xuất phát từ một cái tên của cá nhân người Slav là Wyszemir. Wismar là một phần lãnh thổ của những người Abotriten Tây Slav.
Ngày thành lập chính xác của thành phố không rõ ràng. Trong tài liệu cổ nhất hiện có của Wismar năm 1229, các quyền dân sự của nó đã được thiết lập. Năm 1301, Wismar nằm dưới sự cai trị của nhà Mecklenburg. Năm 1259, Wismar tham gia một thỏa thuận phòng thủ với Lübeck và Rostock nhằm chống lại cướp biển Baltic một cách hiệu quả. Sau đó, nhiều thành phố ở phía bắc Đế quốc La Mã Thần thánh đồng ý hợp tác vì thương mại và trao đổi ngày càng được điều phối và ổn định. Những chính sách này sẽ tạo cơ sở cho sự phát triển của Liên minh Hanse. Vào thế kỷ 13 và 14, Wismar đã phát triển thành một trung tâm thương mại của Hanse hưng thịnh và là trung tâm quan trọng của chế biến len. Mặc dù khoảng 2.000 cư dân của thành phố đã thiệt mạng trong trận dịch hạch năm 1376, thị trấn vẫn rất thịnh vượng cho đến thế kỷ 16.